# Hybridgran
Hybridgran (Picea × lutzii) eller lutzigran är en trädart som beskrevs av Elbert Luther Little. Hybridgranen ingår i släktet granar, och familjen tallväxter.  Den är en naturligt förekommande hybrid mellan sitkagran och vitgran.
Arten förekommer tillfälligt i Sverige, men reproducerar sig inte. Den finns odlad i Norge (5 000 ha) i kustområden, men får inte nyplanteras.

## Bildgalleri

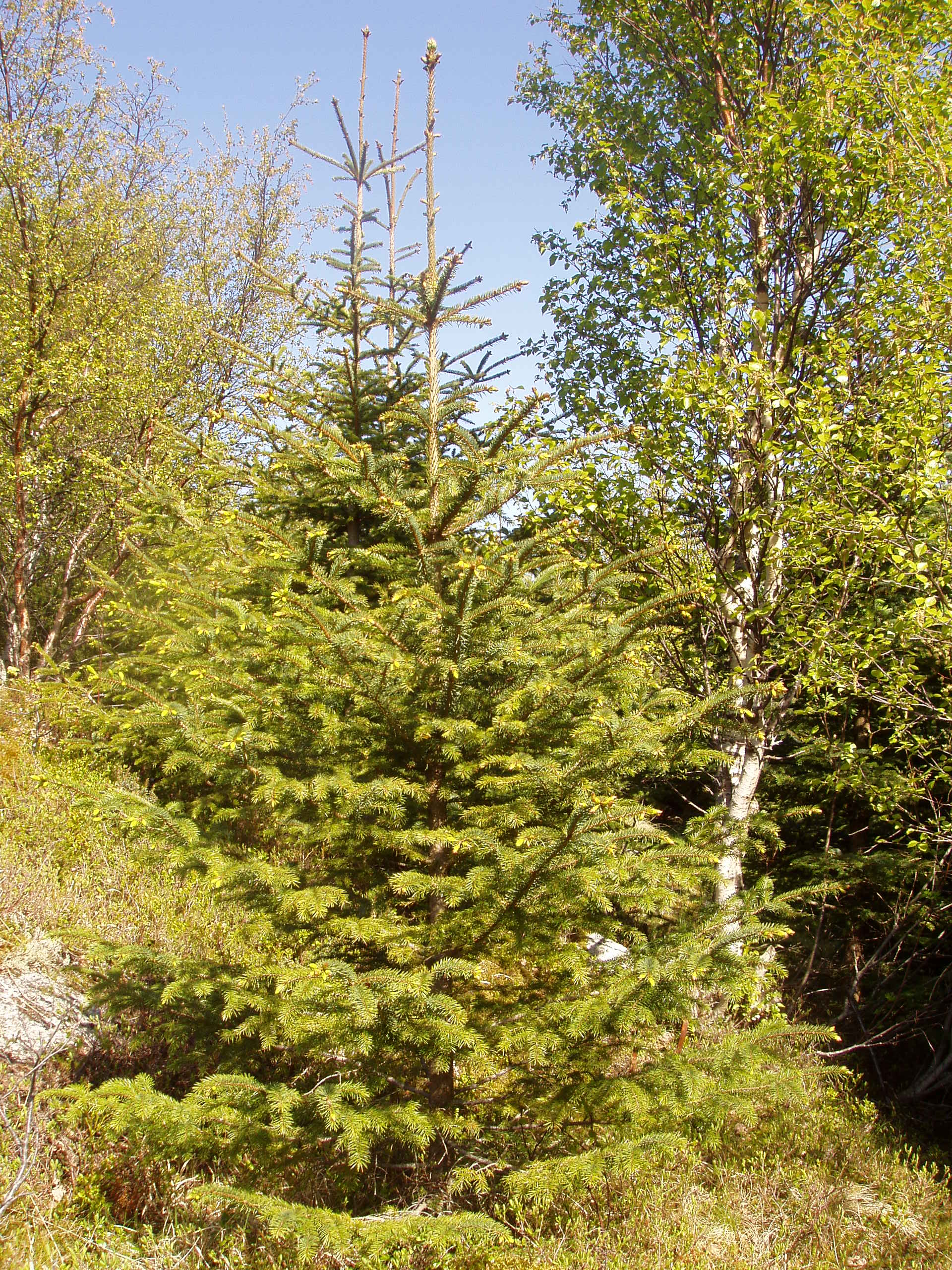
Hybridgran
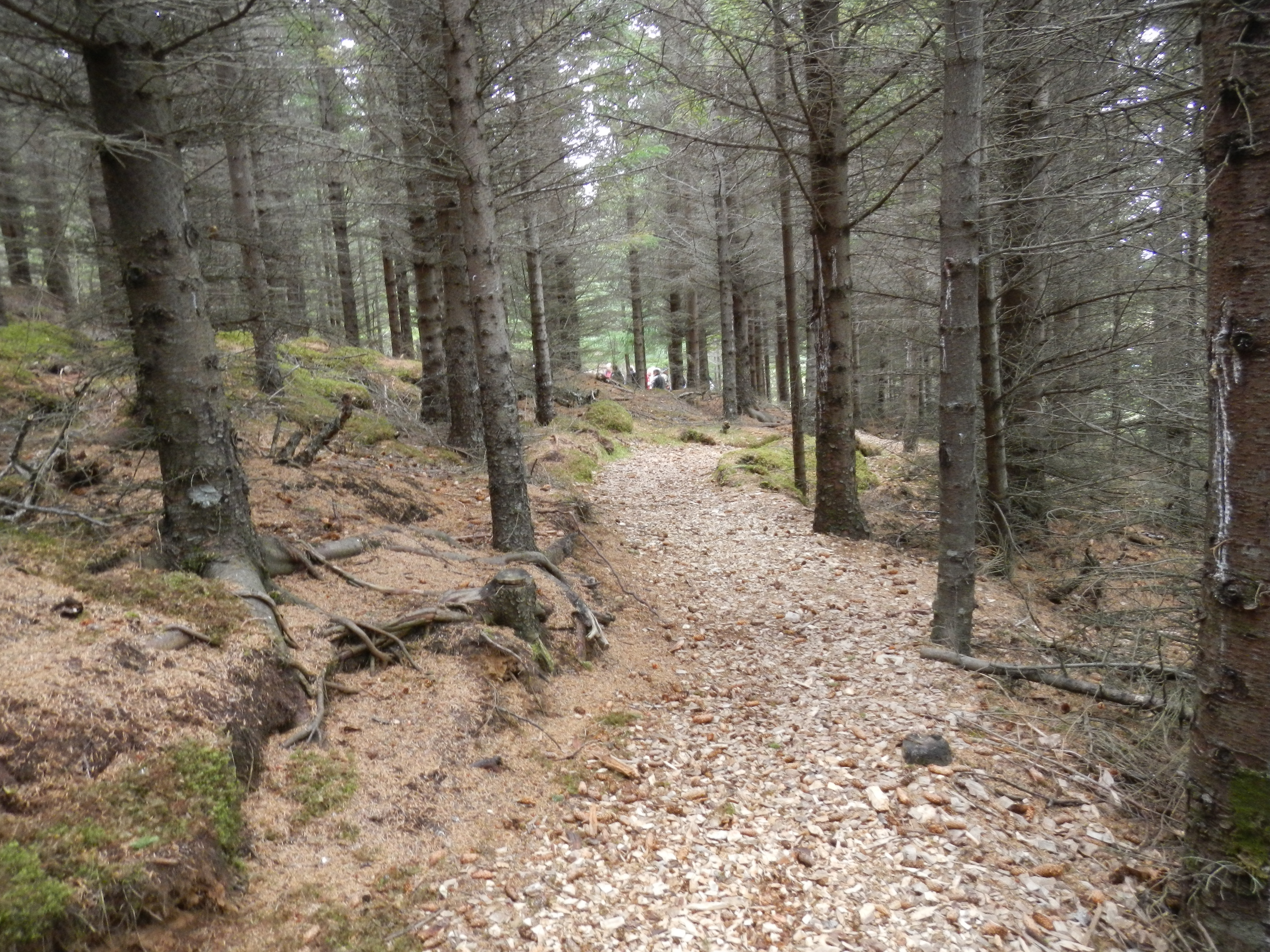
Hybridgranar på Island, planterade 1962–65